# A1 (バンド)
a1（エーワン）は、イギリスとノルウェー出身の男性4人組グループ。1999年にシングル「ファースト・トゥ・ビリーヴ」でデビュー。現在までに、2曲の全英シングルチャート1位と8曲のトップ10を記録している。2001年にはブリット・アワードで「British Breakthrough Act」を受賞している。2002年、最年長のポール・マラッツィの脱退後、解散。2009年に再結成している。代表曲に「レディ・オア・ノット」「テイク・オン・ミー」（a-haの曲のカヴァー）「セイム・オールド・ブランド・ニュー・ユー」などがある。

## 経歴
踊って、歌えて、楽器も演奏出来て、作詞作曲も出来るというコンセプトの元ステップスを手掛けたティム・バーンがプロデュースした。最初にスペインでポール・マラッツィを発掘した。ポール・マッカートニーが創立したリヴァプールにある音楽学校LIPAに留学中だったクリスチャン・インゲブリグトセンが先生の推薦により加入。その後、ライブを見に来ていたマーク・リードをスカウトし、マークと同じバンドにいた元聖歌隊でローマ法王の前で歌声を披露したこともあるベン・アダムスが加入。
このメンバーによってイギリスでアルバム『エーワン・ファースト』（全英アルバムチャート20位）を発表。アルバムからのシングルは「ファースト・トゥ・ビリーヴ」「僕たちのサマータイム」「レディ・オア・ノット」など、全英シングルチャートでトップ10入りを記録している。
2枚目のアルバム『Aリスト』（全英チャート14位）からのシングル「テイク・オン・ミー」が全英チャート1位を記録。更に「セイム・オールド・ブランド・ニュー・ユー」も全英チャートで1位を記録する。
3枚目のアルバム『メイク・イット・グッド』では、ロック寄りのサウンドになった。またライブでもマークがキーボード、クリスがギター、ポールがタンバリンの様にこれまでのダンスからバンド形式でパフォーマンスをするようになった。
2000年1月に初来日し、同年3月にはプロモーションで47都道府県をまる1ヶ月間かけて縦断した。2002年10月に最年長のポール・マラッツィが脱退。その後、解散。

### 解散後
ベンは2005年にシングル「Sorry」（全英チャート18位）を発表。クリスチャンは母国ノルウェーに戻り2003年シングル「In Love With An Angel」を発表。その後、3枚のアルバムをノルウェーにてリリース。マークは解散後、様々なアーティストに曲を提供。2009年には「Peace At Last」を発表している。ポールは、Snagsbyというバンドで演奏していたが、後にDJとなっている。

### 再結成
2009年8月にポール・マラッツィ抜きでの再結成を発表した。その後、ノルウェーで「Take You Home」「Don't Wanna Lose You Again」「In Love And I Hate It」という3つのシングル曲を発表。2010年10月11日にはノルウェーで8年ぶりとなる4枚目のアルバム『Waiting For Daylight』を発表した。2012年には5枚目のアルバム『Rediscovered』を発表。
2018年よりポール・マラッツィがバンドに復帰。

## メンバー
- ベン・アダムス (Ben Adams) : 1981年11月22日生まれ。イギリス、ミドルセックス出身。 (1998年–2002年、2009年– )
- クリスチャン・インゲブリグトセン (Christian Ingebrigtsen) : 1977年1月25日生まれ。ノルウェー、オスロ出身。 (1998年–2002年、2009年– )
- マーク・リード (Mark Read) : 1978年11月7日生まれ。イギリス、サリー出身。 (1998年–2002年、2009年– )
- ポール・マラッツィ (Paul Marazzi) : 1975年1月24日生まれ。イギリス、ロンドン出身。 (1998年–2002年、2017年– )

## ディスコグラフィ

### スタジオ・アルバム
- 『エーワン・ファースト』 - Here We Come (1999年、Columbia)
- 『Aリスト』 - The A list (2000年、Columbia)
- 『メイク・イット・グッド』 - Make It Good (2002年、Columbia)
- Waiting For Daylight (2010年、Universal)
- Rediscovered (2012年、daWorks)

### コンピレーション・アルバム
- A1 (2002年、Columbia)
- The Best Of A1 (2004年、Columbia)
- Greatest Hits (2009年、Sony)
- Caught in the Middle: The Collection (2016年、Music Club Deluxe)

### シングル
- 「ファースト・トゥ・ビリーヴ」 - "Be the First to Believe" (1999年)
- 「僕たちのサマータイム」 - "Summertime of Our Lives" (1999年)
- 「レディ・オア・ノット」 - "Ready or Not/Everytime" (1999年)
- "Like a Rose" (2000年)
- 「テイク・オン・ミー」 - "Take on Me" (2000年)
- 「セイム・オールド・ブランド・ニュー・ユー」 - "Same Old Brand New You" (2000年)
- "No More" (2001年)
- "Caught in the Middle" (2002年)
- "Make It Good" (2002年)
- "Nos Differences" (2002年)
- "Take You Home" (2009年)
- "Don't Wanna Lose You Again" (2010年)
- "In Love And I Hate It" (2010年)
- "Waiting for Daylight" (2011年)
- "Another Year Gone" (2011年)
- "Do I Need a Reason" (2012年) ※with D'Sound
- "Just Three Words" (2012年)
- "Trust Me" (2012年)
- "Christopher Columbus" (2013年)
- "Critical Love" (2014年)
- "Armour" (2018年)
- "Spiders" (2021年)
- "Call Me When You Land" (2023年)
- "I Think I Killed Rudolph" (2023年) ※with Subwoolfer